# Henryk Baran
Henryk „Baron” Baran – polski basista rockowy i kompozytor, najbardziej znany ze współpracy z zespołami Banda i Wanda i Lombard.

## Kariera
W 1982 dołączył do zespołu Banda i Wanda, utworzonego przez Wandę Kwietniewską, w składzie: Marek Raduli (gitara), Jacek Krzaklewski (gitara) i Andrzej Tylec (perkusja; później zastąpił go Marek Kapłon). Zadebiutował wraz z grupą na przełomie 1982/1983 w sylwestrowej audycji Programu III Polskiego Radia z piosenką „Fabryka marzeń”. Banda i Wanda wylansowała wiele przebojów na radiowych i telewizyjnych listach przebojów. Zespół działał do 1986 roku.
W latach 1986–1991 i 1994–2003 grał w zespole Lombard. Będąc członkiem formacji, skomponował dla niej kilka piosenek, w tym: „To tylko moment” (1987), „Słona mamona” (1990), „Krótki odlot” (1990), „O! Hej tam na górze” (1990), „Malowany krem” (1990), „Sypie się czas” (1990), „Welcome Home, Bóg w dom” (1990), „Jej głos po tamtej stronie” (1990) i „Muszę znaleźć sens” (2000).
W 1998 wziął udział w sesji nagraniowej płyty W blasku świec grupy Not For Boyz, a w 2008 grał w zespole Kasi Wilk i na jej albumie Unisono.

## Dyskografia

### Albumy
| Rok  | Tytuł                           | Wytwórnia               |
| ---- | ------------------------------- | ----------------------- |
| 1984 | Banda i Wanda                   | Polskie Nagrania „Muza” |
| 1985 | Mamy czas                       | Pronit                  |
| 1987 | Kreacje                         | Pronit                  |
| 1987 | Live Hits 87                    | Polton                  |
| 1989 | The Very Best of Lombard Live   | Tomax                   |
| 1989 | Koncert                         | Wifon                   |
| 1990 | Welcome Home                    | ZPR Records             |
| 1992 | Wanda z Bandą i bez Bandy       | Intersonus              |
| 1994 | Afryka                          | Koch International      |
| 1998 | Moje przeboje                   | Box Music/Pomaton-EMI   |
| 1998 | W blasku świec (Not For Boyz)   | Tic Tac                 |
| 2000 | Deja’Vu                         | Pomaton EMI             |
| 2002 | 20 lat – koncert przeżyj to sam | Koch International      |
| 2008 | Unisono (Kasia Wilk)            | My Music                |

### Single
| Rok  | Tytuł                                                | Pozycja na liście | Pozycja na liście | Pozycja na liście |
| Rok  | Tytuł                                                | PR I              | LP3               | LPMN              |
| ---- | ---------------------------------------------------- | ----------------- | ----------------- | ----------------- |
| 1983 | „Hi-Fi / Nie będę Julią”                             | 1                 | 14                | –                 |
| 1984 | „Nie będę Julią / Chcę zapomnieć”                    | 3 / 4             | 19 / 13           | –                 |
| 1985 | „Podróżni bez biletu (Mamy czas) / Kochaj mnie miły” | 1 / 3             | 23 / –            | –                 |